# Piero Marchesi
Pour les articles homonymes, voir Marchesi.
Piero Marchesi, né le 19 septembre 1981 à Monteggio (originaire de Sessa), est une personnalité politique suisse, membre de l'Union démocratique du centre (UDC).
Il est député du canton du Tessin au Conseil national depuis décembre 2019.

## Biographie
Piero Marchesi naît le 19 septembre 1981 à Monteggio. Il est originaire d'une autre commune tessinoise du district de Lugano, Sessa. Son père, Elia, a siégé pendant plusieurs années au Conseil communal et à la Municipalité de Monteggio,. Sa mère, née Ornella Frusetta, vient de Prugiasco,. Son frère, Mirto, est un cuisinier qui totalisait 17 points au Gault et Millau en 2015 lorsqu'il dirigeait le Chalet d'Adrien à Verbier.
Il est titulaire d'un diplôme d'installateur électrique obtenu en 2013 et d'une maîtrise en administration d'affaires pour cadres en 2018. Il est responsable du marketing auprès d'une entreprise tessinoise d'installations électriques et de télécommunications. Il fonde le 27 août 2020 l'entreprise fiduciaire Ticiconsult avec le conseiller national et président de l'UDC Marco Chiesa.
Il est marié à Claudia et père d'un enfant. Il habite à Monteggio.

## Parcours politique
Il est élu en 2000, à l'âge de 18 ans, au Conseil communal de Monteggio sur une liste civique opposée à celle du PLR. Il est réélu en 2004, obtenant le meilleur résultat de sa liste. En 2008, il est élu à la Municipalité de Monteggio, toujours sur la liste civique. Il est réélu en 2012 et devient syndic de la commune. Il est réélu syndic en 2016 et lance un projet de fusion de la commune, projet qui accepté en votation populaire le 25 novembre 2018 et qui prend effet le 18 avril 2021,. Il devient le nouveau syndic de la commune fusionnée, Tresa.
En 2013, il est nommé vice-président de la nouvelle section UDC tessinoise. Il en devient le président le 24 janvier 2016.
Candidat au Conseil national en 2019, il n'est pas élu mais accède quand même à la Chambre basse du Parlement grâce à l'élection de Marco Chiesa au Conseil des États. Il est réélu en octobre 2023. Il siège au sein de la Commission des institutions politiques et, depuis la 52e législature, de la Commission de politique extérieure (CPE).

### Positionnement politique
En 2021, il fait partie du comité référendaire national et du comité tessinois opposé au mariage entre personnes de même sexe,.